# バレンボイム・サイード・アカデミー
バレンボイム・サイード・アカデミー (The Barenboim–Said Akademie; ドイツ語: Barenboim-Said Akademie, アラビア語: أكاديمية بارنبويم-سعيد, ヘブライ語: אקדמיית ברנבוים-סעיד) は、ドイツのベルリンにある音楽学校で、音楽学士号とアーティスト・ディプロマを提供している。開校は2016年12月8日。指揮者でピアニストのダニエル・バレンボイムと、文学理論家エドワード・サイードにちなんで命名された。アカデミーはウェスト＝イースタン・ディヴァン管弦楽団の精神に基づき、中東と北アフリカに焦点をあて、90人の若い音楽家を受け入れるよう資金提供されている。

## 背景

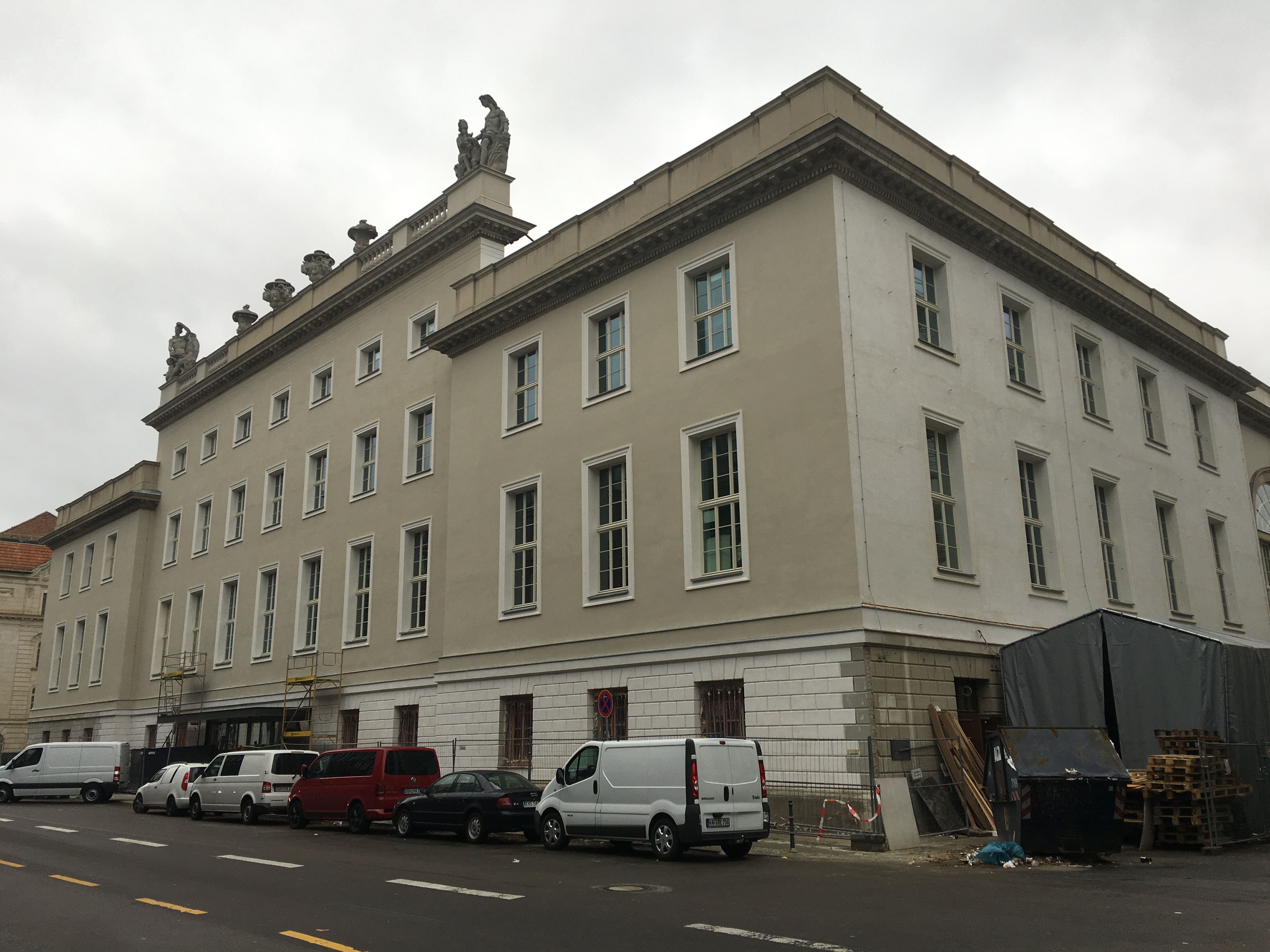
フランス通りに面したバレンボイム・サイード・アカデミー

バレンボイム・サイード・アカデミーを2015年に設立するルーツは、それ以前に始まった平和プロジェクト、ウェスト＝イースタン・ディヴァン管弦楽団であった。ダニエル・バレンボイムとエドワード・サイードは1999年、ドイツのワイマールでウェスト＝イースタン・ディヴァン管弦楽団を協同設立したが、その名前は、ヨハン・ヴォルフガング・ゲーテがペルシャの詩人ハーフェズからインスピレーションを受けて編んだアンソロジー『西東詩集』によるものだった。最初の合奏ワークショップは、1999年の欧州文化首都ワイマールのプログラムの一環として開催された。オーケストラから生まれたこのアカデミーは、音楽と人文学を合わせたプログラムを提供し、「知識欲旺盛で教養のある優れた音楽家を養成する」ことを意図している 

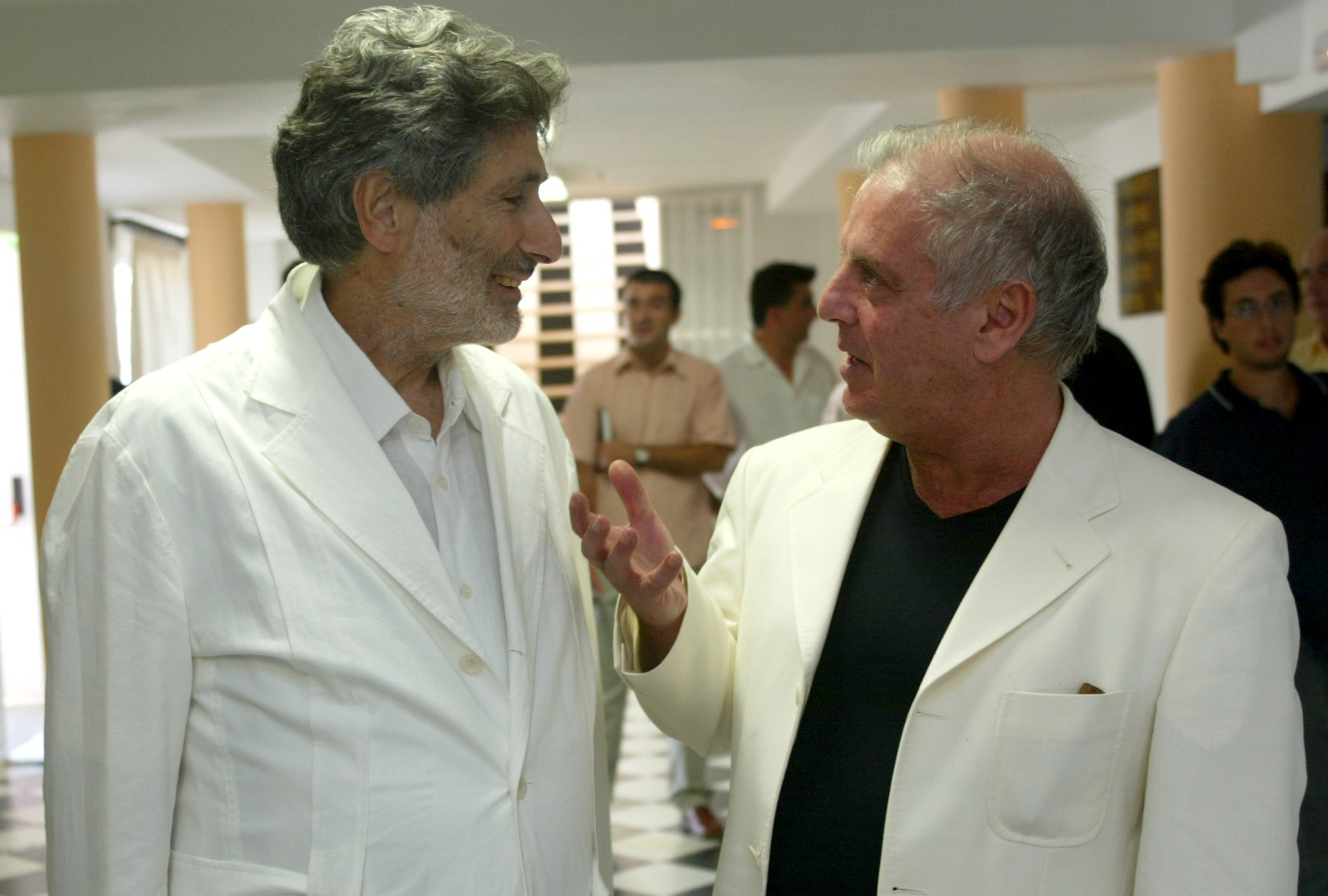
エドワード・サイードとダニエル・バレンボイム、2002年セビリアで

 エドワード・サイードはウェスト＝イースタン・ディヴァン管弦楽団の設立に当たって次のように語っている。
「民族を分離するのは、民族間の問題を解決するためには何の役にも立たない。そして他者についての無知もまた役に立たない。私たちが共に生き、演奏し、共有し、愛してきたように、音楽が生きてきた協力と共存がそうであるかもしれない」

## 指導者
- ラデク・バボラーク[12][13]
- フランス・ヘルメルソン（英語版）[14][12]
- ミヒャエル・ナウマン (2021年引退)[15]
- エマニュエル・パユ[12]
- ジョセフ・ピアソン（英語版）[14][12]
- アンドラーシュ・シフ[14][12]
- クラウス・トゥーネマン（英語版）[12]
- ヨルグ・ヴィットマン（英語版）[14][12]
- マイケル・バレンボイム（ドイツ語版）
- レグーラ・ラップ（ドイツ語版）

## 施設

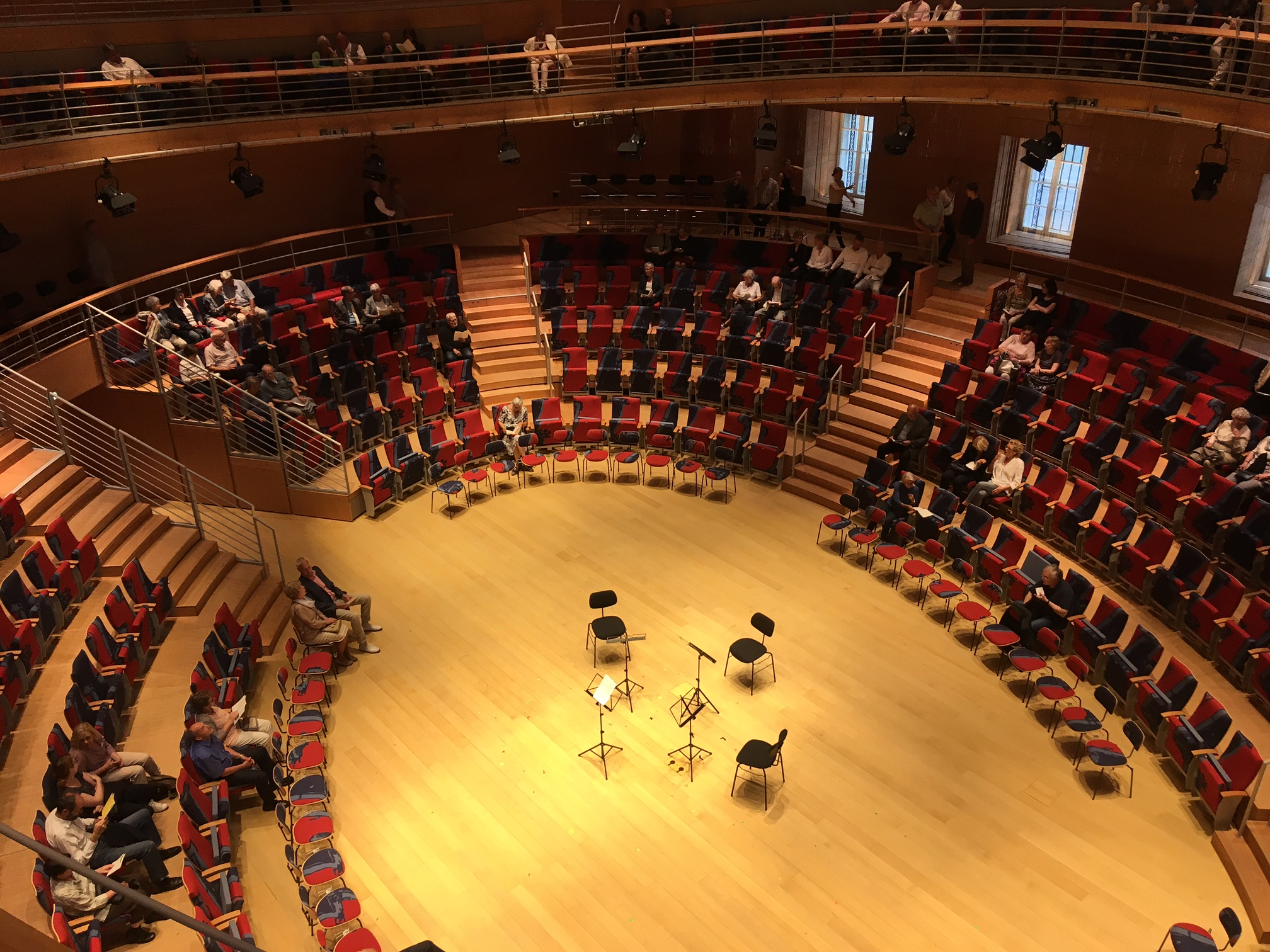
ピエール・ブーレーズ・ホール

バレンボイム・サイード・アカデミーはベルリンのミッテ区にあり、ベルリン国立歌劇場の舞台装置の倉庫だった場所を使っている。そこは第二次大戦で破壊された後、1951年から1955年にかけて建築家リヒャルト・パウリックにより再建された。建物はランドマークとして保護されており、外観と内部の主要部分は復元された。床面積6,500平方メートルの内部には21のリハーサルルーム、講堂、事務所と付属施設がある。主要な増築物は建物の東翼にある682席のピエール・ブーレズ・ホールで、フランク・ゲーリーのデザイン、豊田泰久の音響設計による。コンサート・ホールのデザインにはフランスの作曲家ピエール・ブーレーズのアイデアが反映されているが、彼もこのプロジェクトに助言していた。建築費は3,600万ユーロと見積もられ、民間寄付金とドイツ連邦政府からの2,000万ユーロの助成金で賄われた。バレンボイム・サイード・アカデミーは2016年秋から入っている。コンサートホールは2017年4月にオープンした。

## ポピュラー・カルチャーでの描写
ネットフリックスのミニシリーズ『アンオーソドックス』は、バレンボイム・サイード・アカデミーに基づいた架空の音楽学校を舞台にしている。